# Sam Stone (Experiment)
Das Sam-Stone-Experiment ist ein Experiment von Michelle D. Leichtman und Stephen J. Ceci aus der Vorurteilsforschung. Mit dem Experiment konnte veranschaulicht werden, welchen Einfluss die Bildung von Stereotypen und eine suggestive Befragung auf Begebenheitsschilderungen von Vorschulkindern hat. Die Beschreibung des Experiments wurde 1995 in der Zeitschrift Developmental Psychology der American Psychological Association veröffentlicht.

## Teilnehmer und Methodik
An dem Experiment nahmen 106 Vorschüler aus privaten Kindergärten teil. Sie waren unterschiedlicher sozioökonomischer und ethnischer Herkunft.
Die Kinder wurden nach dem Zufallsprinzip einer von vier Bedingungen zugewiesen:
- 1. Kontrollgruppe
- 2. Stereotypgruppe
- 3. Suggestionsgruppe
- 4. Stereotyp- + Suggestionsgruppe

Das zentrale Ereignis des Experimentes war, dass ein Fremder namens Sam Stone den Kindergärten einen Besuch abstattete. Sam Stone verhielt sich dabei immer gleich: Zuerst betrat er den Klassenraum und sagte „Hallo“ zu der Kindergärtnerin, welche den Kindern gerade aus einem Buch vorlas. Die Kindergärtnerin stellte den Kindern den Fremden als „Sam Stone“ vor. Sam Stone sagte daraufhin, er kenne die Geschichte, die vorgelesen werde. Es sei eine seiner Lieblingsgeschichten. Dann wanderte er ein bisschen im Zimmer hin- und her. Schließlich ging er und winkte den Kindern zum Abschied zu.

### Kinder der Kontrollgruppe
Die Kinder der Kontrollgruppe hatten weder vor noch nach dem Besuch von Sam Stone Informationen über diesen erhalten. Nach dem Besuch wurden sie viermal auf neutrale Art über den Besuch befragt. Dabei wurde nicht versucht, ihnen etwas einzureden.

### Kinder der Stereotyp-Gruppe
Kinder in der Stereotyp-Gruppe hingegen erhielten vorher Informationen über Sam Stones Persönlichkeit. Sam wurde ihnen als tollpatschig beschrieben. Einen Monat vor dem Besuch fingen die Wissenschaftler an, die Kinder zu besuchen. Sie besuchten sie einmal pro Woche und präsentierten dabei jeweils eine Geschichte über Sams Tollpatschigkeit. Die Geschichten hörten sich etwa so an:
You’ll never guess who visited me last night, [pause] That’s right. Sam Stone! And guess what he did this time? He asked to borrow my Barbie and when he was carrying her down the stairs, he accidentally tripped and fell and broke her arm. That Sam Stone is always getting into accidents and breaking things! But it’s okay, because Sam Stone is very nice and he is getting my Barbie doll fixed for me.
(Du wirst nicht erraten, wer mich letzte Nacht besucht hat, [Pause] Genau, Sam Stone! Und rate mal, was er dieses Mal gemacht hat! Er borgte sich meine Barbiepuppe aus, und als er sie die Treppe mit runter nahm, stolperte er, fiel hin und brach ihren Arm. Dieser Sam Stone kriegt auch immer was kaputt! Aber er ist in Ordnung, denn Sam Stone ist sehr nett, und er wird mir meine Barbiepuppe reparieren lassen.)
Insgesamt wurden den Kindern zwölf Geschichten präsentiert. Dann folgte der Besuch von „Sam Stone“. Auch die Kinder dieser Gruppe wurden auf neutrale Art über den Besuch befragt.

### Kinder der Suggestionsgruppe
Den Kindern der Suggestionsgruppe wurden keine Geschichten über Sam Stone erzählt. Auf den Besuch von Sam Stone folgten hier ebenfalls Interviews. Während dieser Interviews wurde jedoch versucht, den Kindern einzureden, dass Sam Stone ein Buch zerrissen und einen Teddybär beschmutzt habe. Zu diesem Zwecke wurden den Kindern suggestive Fragen gestellt wie etwa: „Dass Sam Stone den Bären dreckig gemacht hat, war das Absicht oder ein Versehen?“ oder auch „War Sam Stone fröhlich oder traurig, dass er den Bär dreckig gemacht hat?“

### Kinder der Stereotyp- und Suggestionsgruppe
Bei einer Gruppe von Kindern wurden sowohl Geschichten präsentiert, die Sam Stone als Tollpatsch beschrieben, als auch suggestive Fragen gestellt.

## Ergebnisse
Schließlich wurden alle Kinder ein fünftes Mal über Sam Stones Besuch befragt. Zuerst wurden sie gebeten, davon zu erzählen. Danach wurden sie gefragt, ob sie von dem Beschmutzen des Teddys und dem Zerreißen des Buches gehört hätten, und schließlich auch, ob sie es selbst gesehen hätten. Wenn sie dem zustimmten, meldete der Wissenschaftler Zweifel an, um zu sehen, ob sie weiterhin auf ihrer Version beharrten.
Folgendes ließ sich feststellen:
- Beim freien Erzählen machte kein Kind aus der Kontrollgruppe falsche Angaben über den Besuch. 10 % der jüngeren Kinder (3–4 Jahre alt) sagten, dass er etwas mit einem Buch oder dem Teddy gemacht habe, als sie konkret danach gefragt wurden. Jedoch gaben nur 5 % an, dass sie es auch gesehen hätten. Als der Wissenschaftler Zweifel äußerte, sagte nur noch ein Kind, dass es das wirklich gesehen habe. Von den älteren Kindern (5–6 Jahre alt) erhob beim freien Erzählen keines falsche Anschuldigungen, und nur 2 von 54 erhoben auf Nachfragen des Wissenschaftlers falsche Anschuldigungen, und beide gaben an, Sam Stone nicht selbst dabei beobachtet zu haben.
- Auch in der Stereotypgruppe wurde Sam Stone beim freien Erzählen nicht zu Unrecht beschuldigt. Als die jüngeren Kinder jedoch direkt gefragt wurden, ob Sam Stone den Teddy beschmutzt oder das Buch zerrissen habe, sagten 37 %, dass dies passiert sei. 18 % sagten, sie hätten es selbst gesehen. Als der Wissenschaftler dies bezweifelte, sagten noch 10 % sie hätten es selbst gesehen. Die älteren Kinder widerstanden den Stereotypen eher. Nur ein einziges Kind beharrte auch, nachdem es bezweifelt worden war, noch darauf, dass Sam es getan habe.
- In der Suggestionsgruppe bestand bereits im freien Erzählen ein großer Teil der Kinder darauf, dass Sam den Teddy beschmutzt oder das Buch zerrissen habe. Dies traf auf 21 % der jüngeren Kinder und 14 % der älteren Kinder zu. Auf Nachfragen hin sagten sogar 55 % der jüngeren und 38 % älteren Kinder, dass er dies getan habe. 35 % der jüngeren Kinder sagten auch, dass sie mit eigenen Augen gesehen hätten, wie er es getan habe und 12 % beharrten darauf, auch wenn es bezweifelt wurde. Bei den älteren Kindern jedoch beharrten nur zwei darauf.
- Die Kinder der Stereotyp- + Suggestionsgruppe äußerten zu 46 % (jüngere Kinder) beziehungsweise  30 % (ältere Kinder) schon spontan beim freien Erzählen, dass Sam den Teddy beschmutzt oder das Buch zerrissen habe. Auf Nachfragen gaben 72 % der jüngeren Kinder an, dass er es getan habe. 44 % gaben an, dass sie es selbst gesehen hätten, und 21 % bestanden darauf, auch als ihre Darstellung bezweifelt wurde. Auch bei den älteren Kindern blieb ein erheblicher Anteil bei der Darstellung.

## Können Erwachsene Falschangaben erkennen?
Auf die Frage, ob Sam den Teddy beschmutzt oder das Buch zerrissen habe, antworten viele der Kinder nicht einfach mit „ja“ oder „nein“, sondern sie schmückten die Geschichten aus. So erzählte ein Kind zum Beispiel, Sam habe den Teddy zuerst im Badezimmer nass gemacht und dann mit einem Buntstift bemalt. Die Antworten der Kinder waren auf Video aufgenommen worden, und drei der Videos wurden insgesamt 119 Wissenschaftlern und Ärzten gezeigt, die auf dem Gebiet „Zeugenaussagen von Kindern“ arbeiteten.
1. Die Aussage eines dreijährigen Mädchens, das selbstsicher und spontan angab, Sam Stone habe Dinge in die Luft geworfen, den Teddy dreckig gemacht, das Buch zerrissen und sei von einem „weiteren Sam Stone“ begleitet gewesen.
2. Die Aussage eines schüchternen vierjährigen Mädchens, das alles den Tatsachen entsprechend beschrieb und auch auf Nachfragen bei dieser Version blieb.
3. Die Aussage eines fünfjährigen Jungen, der anfangs die Ereignisse richtig beschrieb, auf Nachfragen hin jedoch angab, dass Sam das Buch zerrissen und den Teddy mit einem Pinsel mit Eis angemalt habe.

Die Experten wurden gebeten, zu bewerten, wie glaubwürdig die Aussagen der Kinder waren. Interessanterweise wurde die Aussage des Mädchens, welches den Besuch richtig beschrieben hatte, als die unglaubwürdigste eingestuft. Das erste Kind hingegen, welches die meisten Falschaussagen gemacht hatte, wurde als das glaubwürdigste eingestuft.